# Potosí (stad)
Potosí is een stad in Bolivia, in het gelijknamige departement. Deze stad dankt zijn ontstaan aan de ontdekking van zilvererts in de Cerro Rico (Rijke Berg) in 1544. De stad Potosi ligt zeer hoog (4.090 meter) en claimt de titel van hoogste stad ter wereld. Anno 2006 had de stad circa 140.000 inwoners.

## Geschiedenis
Potosí werd in april 1545 gesticht onder de naam "Villa Imperial de Carlos V" door Juan de Villarroel. De stad heeft geprofiteerd van de ontdekking van zilver tussen 1542 en 1545 in de Cerro de Potosí, de berg ten zuiden van de stad. De zilverertswinning vond plaats met behulp van watermolens waarvoor een watersysteem van aquaducten en kunstmatige meren werd aangelegd. Het zilvererts werd direct op grote schaal ontgonnen, om als zilver naar Spanje te worden verscheept. Zeer waarschijnlijk is een groot deel van de "Zilvervloot", die Piet Hein op de Spanjaarden buit maakte, uit Potosí afkomstig.
Omstreeks 1672 was de bevolking naar bijna 200.000 zielen gestegen en werd de stad met zijn vele kerken een van de grootste en rijkste van Zuid-Amerika. Er werd zelfs een Munthuis opgericht, de "Casa de Moneda", om het zilver ter plaatse tot munten te slaan. Ook kwamen er waterreservoirs om de dorst van de uitdijende bevolking te lessen.
Gedurende de eerste helft van de 19e eeuw zorgden de onafhankelijkheidsoorlogen voor een verval van de stad: veel rijkdommen werden naar Europa verscheept. Bij de onafhankelijkheid in 1825 was de bevolking van Potosi afgenomen tot minder dan 10.000. Tegen die tijd waren ook de mijnen van de Cerro Rico bijna uitgeput. De val van de zilverprijs in het midden van de 19e eeuw, gaf de economie van Potosí de genadeslag.
In de jaren 1980 werden alle staatsmijnen gesloten en gingen de mijnwerkers over op een systeem van coöperaties, waarbij de mijnwerkers onder zelfbestuur voor stukloon werken. Het erts wordt gewonnen en verwerkt tot een poeder van zink, lood en zilver, dat geëxporteerd wordt. Naast de mijnbouw heeft Potosí geen andere industrie. De stad wordt steeds afhankelijker van het toerisme en mijnwerkers verdienen wat bij door toeristen rond te leiden in de mijnen.
In 1987 verklaarde de UNESCO de stad Potosí tot "Werelderfgoed" vanwege zijn rijke historie en de koloniale architectuur.

## Sport
Club Bamin Real Potosí is de enige voetbalclub uit Potosí die Boliviaans landskampioen is geworden. Zij speelt haar thuiswedstrijden in het Estadio Victor Agustín Ugarte. Nacional Potosí heeft het Mario Mercado Vaca Guzmán als thuisbasis.

## Galerij

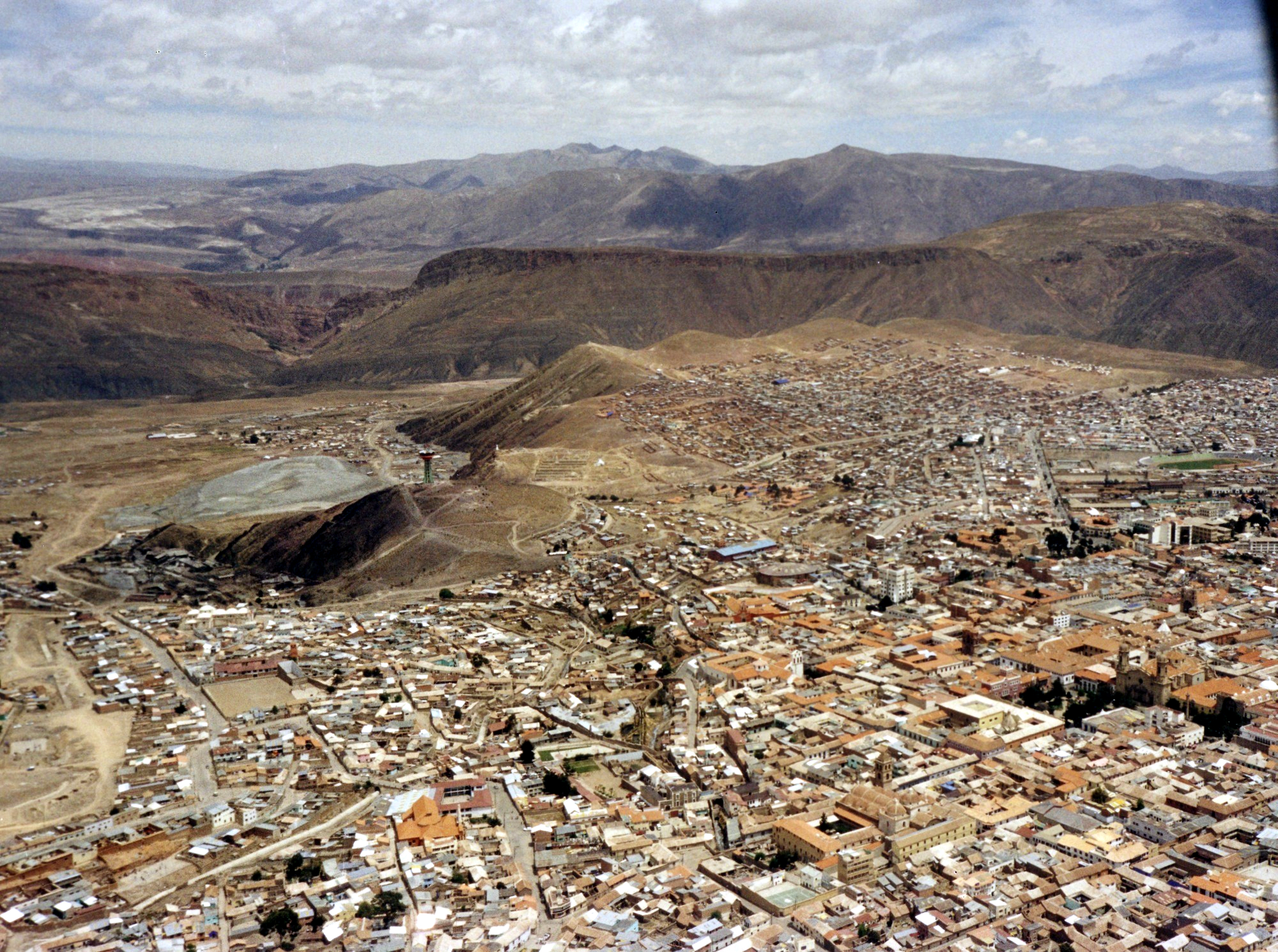
Potosí vanuit de lucht
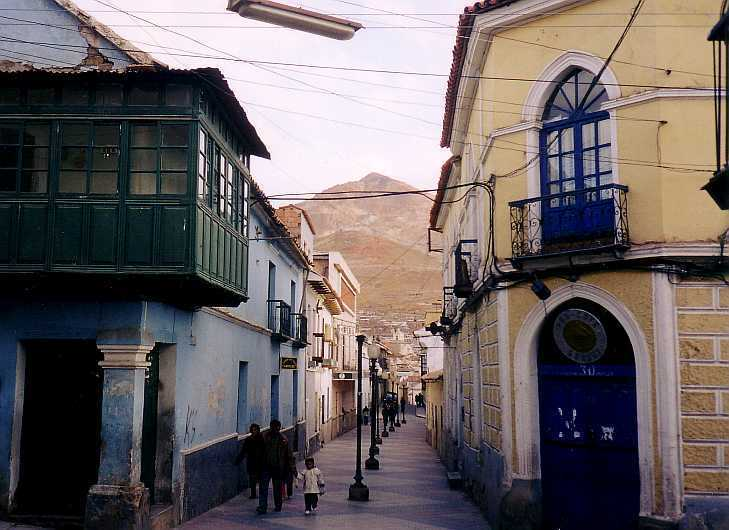
Een straat in Potosí
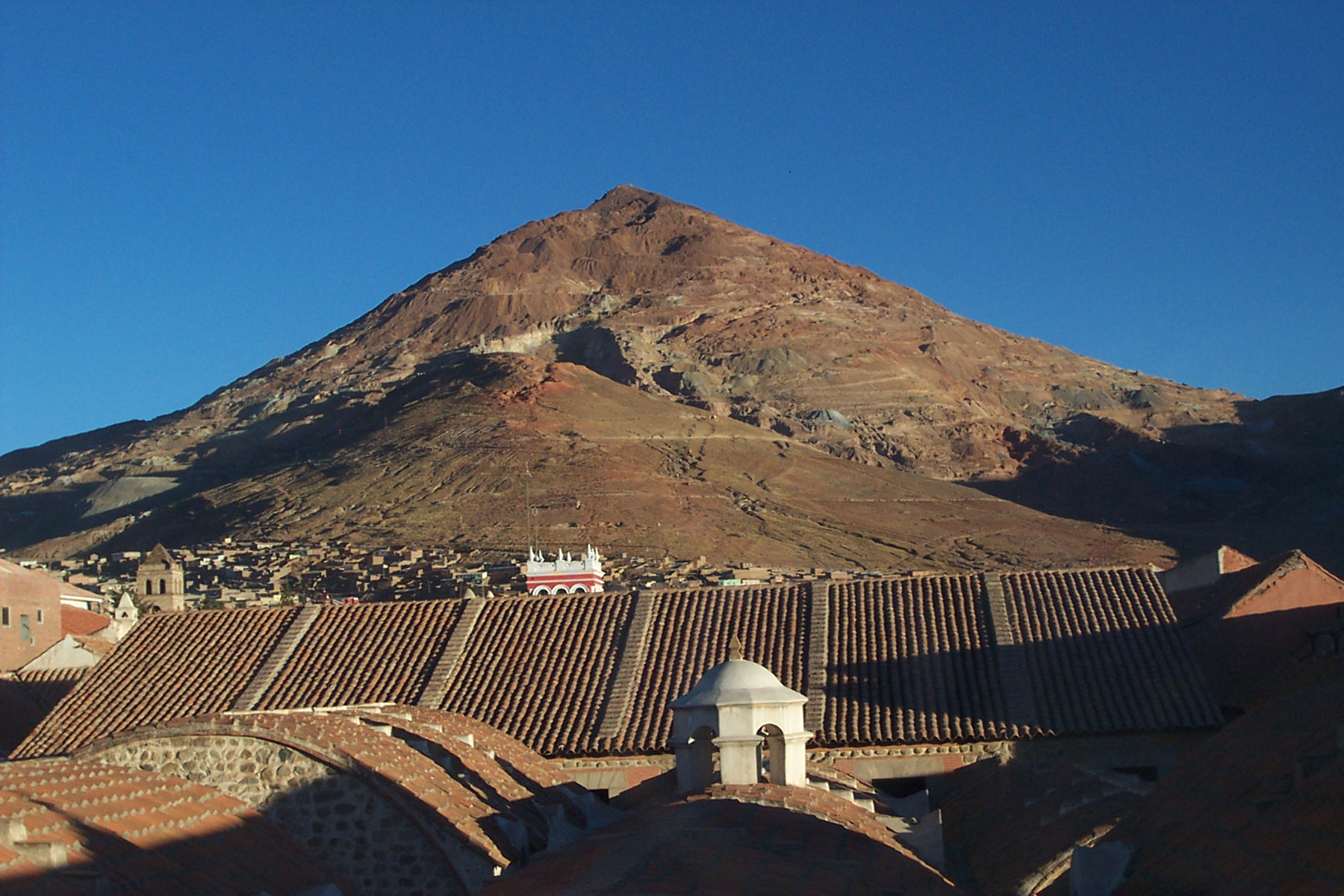
Cerro Rico
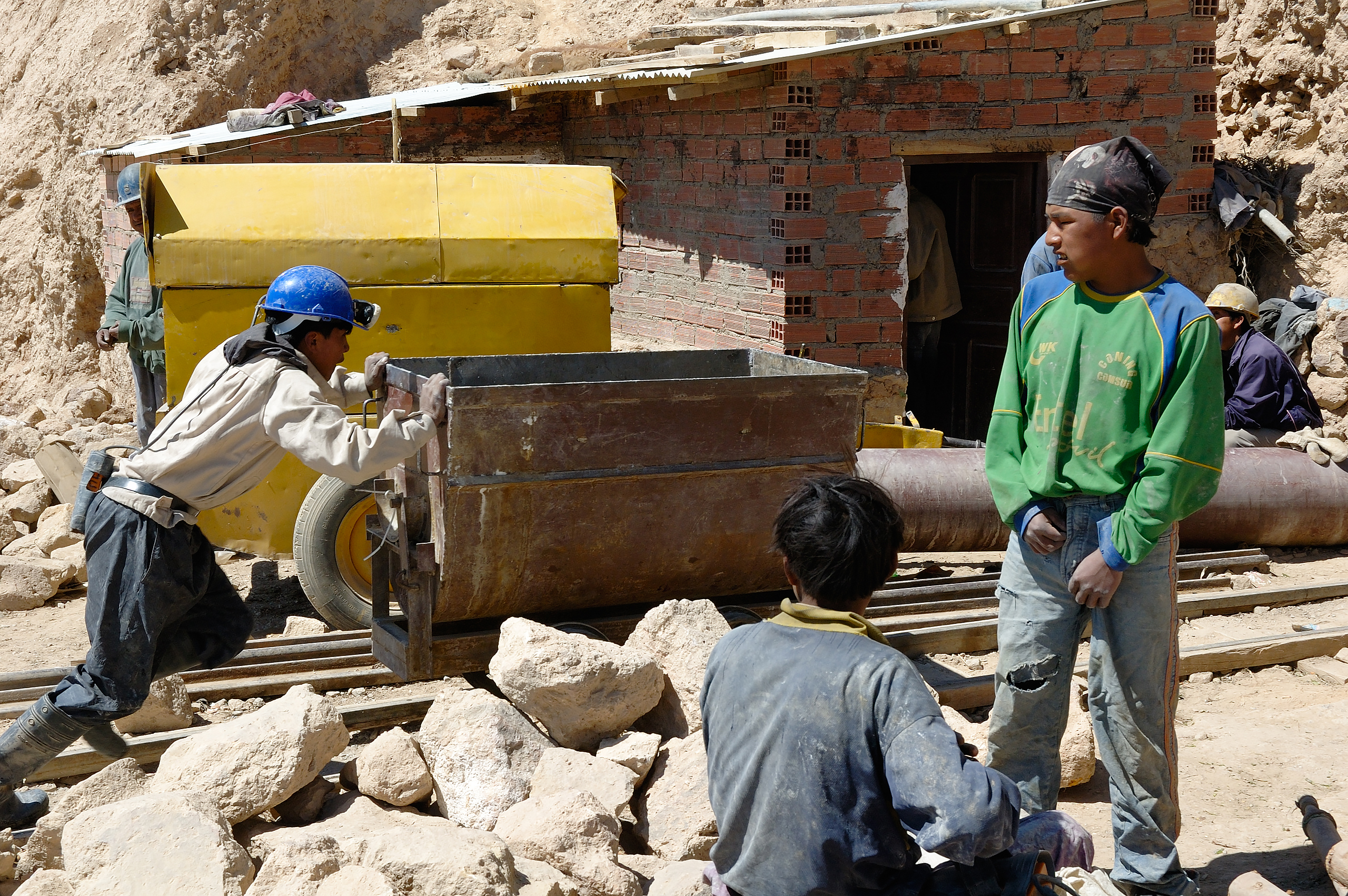
Mijnwerkers in Potosí